# Yasuzō Masumura
Yasuzō Masumura (増村 保造?, Masumura Yasuzō; Kōfu, 25 agosto 1924 – 23 novembre 1986) è stato un regista e sceneggiatore giapponese.

## Biografia
Interruppe gli studi in legge all'Università imperiale di Tokyo per svolgere un'attività come assistente di regia presso gli studi cinematografici Daiei Pictures. In seguito, Masumura decise di riprendere gli studi, laureandosi in filosofia nel 1949. Nel 1950, grazie ad una borsa di studio offerta dal governo italiano, si trasferì in Italia e frequentò il corso di regia al Centro sperimentale di cinematografia di Roma, dove fu allievo di maestri del cinema come Federico Fellini, Luchino Visconti e Michelangelo Antonioni. Ritornò in Giappone nel 1953 e per due anni lavorò come regista di seconda unità in alcuni film di Kenji Mizoguchi e Kon Ichikawa; il suo debutto ufficiale da regista è datato 1957, anno in cui esce Kisses, sua pellicola d'esordio. Nel corso della sua carriera, Masumura ha diretto più di 60 pellicole e alcune serie televisive.

## Filmografia

### Regista
- Kuchizuke (1957)
- Aozora musume (1957)
- Danryū (1957)
- Hyōheki (1958)
- Kyojin to gangu (1958)
- Futeki na otoko (1958)
- Oyafukō dōri (1958)
- Saikō shukun fujin (1959)
- Hanran (1959)
- Bibō ni tsumi ari (1959)
- Yami o yokogire (1959)
- Jokyō, co-regia con Kon Ichikawa e Kōzaburō Yoshimura (1960)
- Karakkaze yarō (1960)
- Ashi ni sawatta onna (1960)
- Nise daigakusei (1960)
- Koi ni inochi o (1961)
- Kōshoku ichidai otoko (1961)
- Tsuma wa kokuhaku suru (1961)
- Urusai imōto-tachi (1961)
- Tadare (1962)
- Kuro no tesuto kā (1962)
- Onna no isshō (1962)
- Kuro no hōkokusho (1963)
- Uso, co-regia con Teinosuke Kinugasa e Kōzaburō Yoshimura (1963)
- Gurentai junjyōha (1963)
- Gendai inchiki monogatari: Damashiya (1964)
- Otto ga mita 'Onna no kobako' yori (1964)
- La casa degli amori particolari (Manji) (1964)
- La ragazza dell'Osaka Express (Kuro no Chō Tokkyū) (1964)
- Heitai yakuza (1965)
- Seisaku no tsuma (1965)
- Irezumi (1966)
- Rikugun Nakano gakkō (1966)
- Nuda per un pugno di eroi (Akai tenshi) (1966)
- Tsuma futari (1967)
- La gatta giapponese (Chijin no ai) (1967)
- Hanaoka Seishū no tsuma (1967)
- Dai akutō (1968)
- Bisexual (Sex Check: Daini no sei) (1968)
- Tsumiki no hako (1968)
- Nureta futari (1968)
- Mōjū (1969)
- Senba zuru (1969)
- Indagine su una ninfomane (Jotai) (1969)
- Denki kurage (1970)
- Yakuza zesshō (1970)
- Shibire Kurage (1970)
- Asobi (1971)
- Un ribelle nell'esercito (Shin heitai yakuza: Kasen) 1972)
- Ongaku (1972)
- Matzu, quello sporco onesto sbirro (Goyōkiba: Kamisori Hanzō jigoku seme) (1973)
- Akumyō: Shima arashi (1974)
- Dōmyaku rettō (1975)
- Daichi no komoriuta (1976)
- Sonezaki shinjū (1978)
- Il giardino dell'Eden (1980)
- Kono ko no nanatsu no oiwai ni (1982)

### Sceneggiatore
- Danryū (1957)
- Yami o yokogire (1959)
- Kuro no hōkokusho (1963)
- La ragazza dell'Osaka Express (Kuro no Chō Tokkyū) (1964)
- Aru koroshiya no kagi, regia di Kazuo Mori (1967)
- Dai akutō (1968)
- Tsumiki no hako (1968)
- Indagine su una ninfomane (Jotai) (1969)
- Denki kurage (1970)
- Shibire kurage (1970)
- Asobi (1971)
- Un ribelle nell'esercito (Shin heitai yakuza: Kasen) 1972)
- Ongaku (1972)
- Matzu, quello sporco onesto sbirro (Goyōkiba: Kamisori Hanzō jigoku seme) (1973)
- Dōmyaku rettō (1975)
- Sonezaki shinjū (1978)
- Il giardino dell'Eden (1980)
- Kono ko no nanatsu no oiwai ni (1982)